# Zipper Interactive
Zipper Interactive war ein US-amerikanischer Computerspieleentwickler mit Sitz in Redmond im US-Bundesstaat Washington.

## Geschichte
Das Unternehmen wurde 1995 von Brian Sorderberg und Jim Bosler gegründet. Erste Anerkennung sammelte das Studio mit den Titeln MechWarrior 3 und Crimson Skies für Microsoft. Der breiten Masse wurde Zipper Interactive durch ihren Titel Socom: U.S. Navy Seals bekannt, der 2002 exklusiv für die PlayStation 2 veröffentlicht wurde. SOCOM wurde zu einer von Sonys wichtigsten Marken, insbesondere für den unterentwickelten Online-Bereich. Sony übernahm Zipper Interactive schließlich im Januar 2006, seither war das Studio Teil der SCE Worldwide Studios.
In der Phase der PlayStation 3 konnte Zipper jedoch nicht mehr an die Verkaufserfolge der Vorgängergeneration anschließen. Nachdem die Entwicklung des PlayStation-Vita-Titels Unit 13 nach Einschätzung der Presse ebenfalls nicht die Verkaufserwartungen erfüllen konnte, kamen kurz nach der Veröffentlichung bereits Gerüchte über die Schließung des Studios auf.
Am 30. März 2012 bestätigte Sony die aufgekommenen Gerüchte. Als Grund für die Schließung wurden Umstrukturierungsmaßnahmen bei Sony Entertainment Worldwide Studios (SCE WWS) genannt.

## Veröffentlichte Titel
| Titel                                   | Veröffentlicht | Plattform            |
| --------------------------------------- | -------------- | -------------------- |
| DeathDrome                              | 1996           | Microsoft Windows    |
| Recoil                                  | 1999           | Microsoft Windows    |
| Top Gun                                 | 1998           | Microsoft Windows    |
| MechWarrior 3                           | 1999           | Microsoft Windows    |
| Crimson Skies                           | 2000           | Microsoft Windows    |
| SOCOM: U.S. Navy SEALs                  | 2002           | PlayStation 2        |
| SOCOM 2: U.S. Navy SEALs                | 2003           | PlayStation 2        |
| SOCOM 3: U.S. Navy SEALs                | 2005           | PlayStation 2        |
| SOCOM: U.S. Navy SEALs Combined Assault | 2006           | PlayStation 2        |
| SOCOM: U.S. Navy SEALs Fireteam Bravo   | 2005           | PlayStation Portable |
| SOCOM: U.S. Navy SEALs Fireteam Bravo 2 | 2006           | PlayStation Portable |
| MAG                                     | 2010           | PlayStation 3        |
| SOCOM 4: U.S Navy SEALs                 | 2011           | PlayStation 3        |
| Unit 13                                 | 2012           | PlayStation Vita     |